# Runsor
Runsor est un quartier du district d'Höstvesi à huit kilomètres du centre de  Vaasa en Finlande.

## Présentation
Runsor est bordé au sud par la frontière de Vaasa et Mustasaari, à l'ouest par la  route nationale 8, au nord par Vanha Vaasa et à l'est par Höstvesi.
Dans la partie sud de Runsor, derrière le village de Runsor, se trouve l'aéroport de Vaasa (VAA / EFVA).
Les emplacements importants de Runsor sont la zone industrielle Vaasa Airport Park, qui abrite des entreprises de haute technologie appartenant au cluster énergétique finlandais, telles que Mervento, Danfoss, Wärtsilä, The Switch , Prokon, VEO et autres et la zone industrielle de Liisanlehto.
Un lycée professionnel de langue suédoise dispose de 21 000 mètres carrés à Kuninkaankartano.